# Disney Channel Hits
Disney Channel Hits è una raccolta di canzoni interpretate da vecchie e nuove star di Disney Channel come Raven, Hilary Duff, Corbin Bleu e le The Cheetah Girls tutte raccolte in una compilation dal titolo originale "The Very Best Of Disney Channel" prodotta dalla Walt Disney Records.

## Il disco
Il CD comprende 2 dischi: il primo in formato audio contenente i brani mentre il secondo è un DVD con special e dietro le quinte dai più recenti serie TV e film in onda sulla rete.
In America questa formula consistente nell'unire in compilation canzoni provenienti da Disney Channel era già stata proposta circa tre anni fa con il nome omonimo di "The Very Best Of Disney Channel" in Italia, cioè "Disney Channel Hits". Nel nostro paese e in Europa in generale il disco non è mai stato pubblicato e quindi è stato possibile riutilizzare il medesimo nome senza inceppare in omonimie. In America "Disney Channel Hits" ha avuto un modesto successo commerciale, un po' perché mescola brani recenti, come la hit "Push It To The Limit" di Corbin Bleu a pezzi "vecchi" come "I Can't Wait"di Hilary Duff, interpretata ai tempi in cui l'ora affermata cantante recitava in Lizzie McGuire.

## Tracce

### CD
1. Se Provi A Volare - Luca Dirisio da High School Musical
2. The Best Of Both Worlds - Miley Cyrus da Hannah Montana
3. La Festa è Intorno A Noi - Mafy da The Cheetah Girls 2
4. Push It To The Limit - Corbin Bleu da Jump In!
5. I Can't Wait - Hilary Duff da Lizzie McGuire
6. Get Your Shine On - Jesse McCartney da Kim Possible
7. Supernatural - Raven da Raven
8. Step Up - The Cheetah Girls da The Cheetah Girls 2
9. Outside Looking In - Jordan Pruitt da Scrittrice per caso
10. My Hero Is You - Hayden Panettiere da Tiger Cruise - Missione crociera
11. Over It - Anneliese van der Pol da Raven
12. On The Ride - Aly & AJ da Grosso guaio a River City
13. Go Figure - Everylife da Go Figure - Grinta sui pattini
14. Say The Word - Christy Carlson Romano da Una famiglia allo sbaraglio
15. Strange World
16. The Other Side Of Me (Remix) - Miley Cyrus da Hannah Montana
17. We're All In This Together (Remix) - Il cast di High School Musical da High School Musical

### DVD
1. Se provi a volare - Luca Dirisio da High School Musical
2. Best of both worlds - Hannah Montana da Hannah Montana
3. La festa è intorno a noi - Mafy da The Cheetah Girls 2
4. Push it to the limit - Corbin Bleu da Jump in!
5. Get your shine on - Jesse McCartney da Kim Possible - La sfida finale
6. Outside looking in - Jordan Pruitt da Read it & weep
7. Supernatural - Raven da Raven
8. On the ride - Aly & AJ da Grosso guaio a River City